# Хладке Животице
Хладке Животице (чеш. Hladké Životice) је насељено мјесто са административним статусом сеоске општине (чеш. obec) у округу Нови Јичин, у Моравско-Шлеском крају, Чешка Република.

## Становништво
Према подацима о броју становника из 2014. године насеље је имало 963 становника.